# BR-104
A BR-104 é uma rodovia longitudinal brasileira que tem início no município de Macau, Rio Grande do Norte, e termina em Maceió, Alagoas. Possui 672,3 km de extensão, cortando os estados de Rio Grande do Norte, Paraíba, Pernambuco e Alagoas.
É considerada um importante eixo de integração para o interior do Nordeste. Em Pernambuco, é a principal via para o escoamento dos produtos fabricados no Polo de Confecções do Agreste, formado pelos municípios de Caruaru, Toritama, Santa Cruz do Capibaribe, Taquaritinga do Norte, Curupira e Agrestina. Em Caruaru, a rodovia tem quase 50 km de extensão, sendo um ponto importante para a economia da cidade, uma vez que milhares de empresas estão instaladas às margens da rodovia. A rodovia é também uma significativa rota turística, pois conecta Caruaru à cidade de Campina Grande, segunda cidade mais populosa da Paraíba, considerada um dos principais polos industriais, universitários e tecnológicos da Região Nordeste. Tanto Campina Grande como Caruaru são cidades famosas por realizarem as maiores festas juninas do país, que atraem milhares de turistas todos os anos.
CENTROS URBANOS QUE SÃO CORTADOS PELA BR-104
Rio Grande do Norte
- Macau
- Lajes
- Cerro Corá
- Campo Redondo
- Coronel Ezequiel
- Jaçanã

Paraíba
- Nova Floresta
- Cuité
- Barra de Santa Rosa
- Remígio
- Esperança
- São Sebastião de Lagoa de Roça
- Lagoa Seca
- Campina Grande
- Queimadas
- Barra de Santana
- Alcantil

Pernambuco
- Pão de Açúcar
- Toritama
- Caruaru
- Agrestina
- Cupira
- Panelas

Alagoas
- União dos Palmares
- Branquinha
- Murici
- Messias
- Rio Largo
- Maceió